# Diognetus
Diognetus was een schilder en Stoïcijns filosoof uit de 2e eeuw. Hij was een leermeester van de Romeinse keizer Marcus Aurelius.
In zijn Overpeinzingen (ca. 180) schrijft Marcus Aurelius over hem:
Het was Diognetus die mij leerde geen tijd te verdoen met onbeduidende zaken, geen vertrouwen te hebben in de praatjes van opscheppers, bedriegers, kwakzalvers, geestenbezweerders en dergelijke lieden, er geen liefhebberijen op na te houden zoals het kweken van kwartels; voorts om er tegen te kunnen dat de mensen zeggen wat zij op hun hart hebben. Hij maakte mij vertrouwd met de filosofie en liet mij eerst de werken van Baccheius en vervolgens die van Tandasis en Marcianus lezen. Als jongen reeds liet hij mij dialogen schrijven. Hij maakte mij geestdriftig voor het slapen op een veldbed met een pels, en voor andere gebruiken volgens het griekse opvoedingssysteem.